# Iturrama
Iturrama es un barrio de la ciudad de Pamplona, en la Comunidad Foral de Navarra (España). Se sitúa justo al sur de la Ciudadela de Pamplona, cerca del centro, con la Universidad de Navarra al sur. 
Al este, linda con los términos de Abejeras y Atariandía, y al oeste, con los de Irunlarrea y San Juan
Su construcción, comenzó entre los años 1960 y 1970, y junto a San Juan, es parte del llamado III Ensanche de Pamplona.
Es, tras el barrio de Rochapea(Arrotxapea en euskera), el barrio con más población de Pamplona con 22.418 habitantes, y edificios más altos de Pamplona, con edificios de hasta 15 plantas.  1

## Historia
El nombre de Iturrama aparece documentado por primera vez en 1556, aplicado a los terrenos situados entre la vuelta del Castillo, el camino a Esquiroz, el Soto del Sadar y la avenida Pío XII. El término remite a un manantial; iturrama en euskera, de iturri, funte y ama, madre; documentada en castellano como madre de la fuente.
Esta zona, se encontraba separada de la ciudad por la Ciudadela, y por las vías del antiguo tren del Plazaola, que llevaba a San Sebastián
Anteriormente a los años 1960, existía en el espacio ocupado hoy por el barrio, un conjunto de edificios de viviendas unifamiliares, generalmente de planta baja más una altura, aisladas y de tipología semiurbana, que comprendían dos núcleos, llamados respectivamente Iturrama Viejo, o simplemente Iturrama, e Iturrama Nuevo,  ocupando este el epacio limitado enttre Pío XII, monasterio de Urdax y Sancho el Fuerte, y el antiguo camino de Iturramma. Las últimas casas de esta zona fueron derribadas el 14 de enero de 2009 para dar paso un conjunto de 260 viviendas.
El barrio, tardó en desarrollarse hasta la segunda mitad del siglo XX, por las restricciones impuestas por las autoridades militares, a la edificación en el exterior de la ciudad, sobre todo en lugares próximos al recinto amurallado o a zonas de interés militar.Desaparecidas estas restricciones, se fueron realizando los sucesivos Ensanches.

## El Barrio
Iturrama es uno de los catorce barrios en que oficialmente se divide la ciudad de Pamploa. Se extiende por toda la zona conocida tradicionalmente como Iturrama y se amplia al sur del río Sadar; incluye, por tanto, el campus de la Universidad de Navarra y el suelo rústico que ocupa parte de Donapea

#### El bario residencial
Urbanísticamente, se trata de un barrio de manzanas abiertas, con edificios de viviendas colectivas en bloques de altura superior a lo habitual en Pamplona, lo que le da una densidad de población considerable.
Se trazó en torno a tres calles transversales (Iturrama, Serafín Olave y Sancho el Fuerte, esta última siguiendo el recorrido de la antigua vía del ferrocarril), y tres perpendiculares (Esquíroz, Íñigo Arista y Fuente del Hierro), creando grandes manzanas entre ellas. El límite del barrio, es por un lado la avenida que lo separa de San Juan, la Avenida de Pío XII y en el lado opuesto, su encuentro con el barrio de Abejeras tras la calle Esquíroz.
El barrio cuenta con siete centros de enseñanza. Entre los cuatro públicos, dos de ellos proporcionan enseñanza en euskara: la Ikastola Amaiur y el Instituto BHI,] que es la única ikastola de Navarra en ofrecer estudios de Bachillerato Artístico en euskera; y tres en castellano: el Instituto Torre Basoko, el CEIP Iturrama y el centro de Educación Especial Andrés Muñoz Garde. Los centros concertados son Santa Catalina, Santísimo Sacramento y Cardenal Larraona, pertenecientes a órdenes religiosas católicas.
Dispone de un Centro de Salud de barrio ubicado en la calle Serafín Olave en la esquina con Fuente del Hierro.

#### Campus de la Universidad de Navarra
En el barrio Iturrama se incluye la mayor parte del campus de la Universidad de Navarra, que se extiende a los dos márgenes del río Sadar. En él se encuentran las oficinas centrales con el rectorado, la biblioteca, el edificio Amigos, la Escuela de Arquitectura, Facultad de Comunicación, Facultades Eclesiásticas, el Museo de la Universidad de Navarra y el edificio de comedores.

#### Donapea
En Donapea, contiguo al campus de la universidad de Navarra se encuentra el CIP Donapea, que proporciona cuerso de formación profesional.

## Comunicaciones
Líneas del Transporte Urbano Comarcal que comunican el barrio de Iturrama con el resto de la ciudad y la Cuenca de Pamplona,
| Eskualdeko Hiri Garraioa/Transporte Urbano Comarcal | | |
| Inicio                                              | Línea | Fin |
| Zizur Txikia/Cizur Menor - Universidad de Navarra   | 1 | Unibertsitate Publikoa/Universidad Pública                                                                     |
| Nafarroako Gorteak/Cortes de Navarra                | 2 | Etxabakoitz |
| Barañáin                                            | 4 | Atarrabia/Villava - Uharte/Huarte - Arre - Orikain                                                             |
| Orvina 3                                            | 5 | Universidad de Navarra                                                                                         |
| Pablo Sarasate                                      | 15 | Ardoi - Zizur Nagusia/Zizur Mayor                                                                              |
| Zizur Nagusia/Zizur Mayor                           | 18 | Sarriguren |
| Barañáin                                            | 19 | Erripagaña |
| Kordobila/Cordovilla                                | 23 | Olloki |
| San Inazio/San Ignacio                              | N1 | Zizur Nagusia/Zizur Mayor                                                                                      |
| Taxi Iruñerria                                      | | |
| Zona                                                | A | A |
| Estaciones                                          | Ezkirotz kalea (Iturrama kalea)/Calle Esquiroz (Calle Iturrama) Eneko Aritza kalea, 26/Calle Iñigo Arista nº26 | Ezkirotz kalea (Iturrama kalea)/Calle Esquiroz (Calle Iturrama) Eneko Aritza kalea, 26/Calle Iñigo Arista nº26 |

## Lugares de interés

### Edificios
- Casa de Misericordia (1927). Situada en el extremo norte del barrio, junto a la Vuelta del Castillo, obra del arquitecto Víctor Eusa.

- Centro de Salud de Iturrama (1990). Entre las calles Serafín Olave y Fuente del Hierro.

- Cuenta también un Civivox que tienen biblioteca, sala de ordenadores, cafetería y balneario entre otras cosas. Todas las actividades que se realizan son para todos los públicos. Fue inaugurado en el año 2007.

- El Museo Universidad de Navarra, diseñado por el arquitecto navarro Rafael Moneo. Un museo de arte contemporáneo situado en el campus de la Universidad de Navarra